# Gosseldange
Gosseldange (en luxemburguès: Gousseldeng; en alemany: Gosseldingen) és una vila de la comuna de Lintgen situada al districte de Luxemburg del cantó de Mersch. Està a uns 12,8 km de distància de la ciutat de Luxemburg.